# Дотичний вектор
Існують дві основні модифікації: дотичний вектор в точці p підмноговиду і його узагальнення дотичний вектор в точці p гладкого многовиду.
Сукупність усіх дотичних векторів в точці p утворить векторний простір, який називається дотичним простором в точці p. Сукупність усіх дотичних векторів в усіх точках многовиду утворить векторне розшарування, яке називається дотичним розшаруванням.

## Дотичний вектор до підмноговиду
Дотичний вектор в точці p гладкого підмноговиду {\displaystyle M} евклідового простору — вектор швидкості в точці p деякої кривої в {\displaystyle M}.
Інакше кажучи, дотичний вектор в точці p підмноговиду, локально заданого параметрично:
{\displaystyle r:\mathbb {R} ^{m}\to \mathbb {R} ^{n}} С {\displaystyle p=r(0)\ }
є довільна лінійна комбінація частинних похідних {\displaystyle {\frac {\partial r}{\partial x_{i}}}(0)}.

### Зауваження
- Для цього визначення дотичного вектора достатньо, щоб підмноговид був класу гладкості {\displaystyle C^{1}}.
- Згідно з теоремою Уітні про вкладення, довільний гладкий n-вимірний многовид допускає вкладення в {\displaystyle \mathbb {R} ^{2n}}. За цим, не порушуючи строгість, можна використовувати дане визначення для будь-якого гладкого многовиду. Певна річ при цьому доведеться доводити, незалежність визначення від вкладення.

## Абстрактні гладкі многовиди

### Дотичний вектор як клас еквівалентності шляхів
Поняття дотичного вектора до многовиду в точці узагальнює поняття дотичного вектора до гладкого шляху в просторі {\displaystyle \mathbb {R} ^{n}}. Нехай в {\displaystyle \mathbb {R} ^{n}} задано гладкий шлях {\displaystyle \mathbf {f} :[0,1]\rightarrow \mathbb {R} ^{n}}:
{\displaystyle \mathbf {f} (t)=f_{1}(t)\mathbf {e} _{1}+f_{2}(t)\mathbf {e} _{2}+\dots +f_{n}(t)\mathbf {e} _{n}}
Тоді існує єдиний прямолінійний і рівномірний шлях \ mathbf {l} (t), який дотикається до нього в момент часу t0:
{\displaystyle \mathbf {l} (t)=\mathbf {f} (t_{0})+(t-t_{0})\left({\partial f_{1} \over \partial x_{1}}(t_{0})\mathbf {e} _{1}+{\partial f_{2} \over \partial x_{2}}(t_{0})\mathbf {e} _{2}+\dots +{\partial f_{n} \over \partial x_{n}}(t_{0})\mathbf {e} _{n}\right)}
Дотик двох шляхів означає, що різниця {\displaystyle \mathbf {f} (t)} — {\displaystyle \mathbf {f'} (t)=o(t-t_{0})}; відношення дотичності шляхів в точці є відношенням еквівалентності. Дотичний вектор в точці x0 можна визначити як клас еквівалентності всіх гладких шляхів, що проходять через точку x0 в один і той же момент часу, і дотикаються один з одним у цій точці.

### Дотичний вектор як диференціювання в точці
Нехай {\displaystyle M} — гладкий многовид. Розглянемо простір операторів X, що зіставляють кожній гладкій функції {\displaystyle f:M\to \mathbb {R} } число {\displaystyle Xf} і мають такі властивості:
- Адитивність: {\displaystyle X(f+h)=Xf+Xh,}
- Правило Лейбніца: {\displaystyle X(fh)=(Xf)\cdot h(p)+f(p)\cdot (Xh).}

множина всіх таких операторів в точці p має природну структуру лінійного простору, а саме:
{\displaystyle (X+Y)f=Xf+Yf;}
{\displaystyle (k\cdot X)f=k\cdot (Xf).}
Це простір назвемо дотичним до многовиду {\displaystyle M} в точці p простором, а його елементи — дотичними векторами.